# Vespersaurus
Vespersaurus (букв. «західний ящір») — рід ноазаврових динозаврів, що існував у пізній крейді. Рештки знайдені на території Бразилії. Типовим і єдиним видом є V. paranaensis, який жив у гігантській доісторичній пустелі Ботукату. Завдовжки близько 1 м.
Під час пересування більшість його ваги спиралась тільки на середні пальці ніг, бо бічні пальці дуже слабо або зовсім не торкалися землі. Таке анатомічне пристосування є унікальним серед відомих архозаврів.